# Коган Микола Григорович
Микола Григорович Ко́ган (нар. 24 грудня 1929, Лозова-Павлівка — пом. 24 листопада 1998, Полтава) — український радянський графік та скульптор; член Спілки радянських художників України з 1969 року.

## Біографія
Народився 24 грудня 1929 року у селі Лозовій-Павлівці (нині у складі міста Брянки Луганської області, Україна). У 1949—1950 та 1953—1957 роках навчався у Ворошиловградському художньому училищі. Дипломна робота — гіпсова скульптура «Новосел» (керівник — Григорій Дідура).
З 1966 року — на творчій роботі у Полтаві. Жив у будинку на вулиці Львівській, № 3, квартира № 86. Помер у Полтаві 24 листопада 1998 року.

## Творчість
Працював у галузях станкової і монументальної скульптури, станкової графіки. Серед робіт:
Станкова скульптура
- «Толя» (1960, гіпс тонований);
- «Михайло Фрунзе» (1967, бетон);
- «Дружина» (1967);
- «Скрипка» (1968);
- «Полтавська Таня» (1968, гіпс);
- «Апасіоната. Лодвіг ван Бетговен» (1968—1969, оргскло тоноване);
- «Штукатур Валя» (1969);
- «Брати Литвини» (1970);
- «Володимир Ленін» (1970, мідь кована, граніт);
- «Григорій Сковорода» (1972);
- «Конструктор Микола Духов» (1972, оргскло; Національний музей історії України у Другій світовій війні);
- «Костя» (1972);
- «Доярка Г. Джуган» (1973);
- «Герой Соціалістичної Праці комбайнер М. Миненко» (1973, оргскло тоноване);
- «Ранок» (1974);
- «Мартин Пушкар» (1974);
- «Нафтовик» (1975);
- «Танкіст» (1976);
- «Спрага» (1977);
- «Будівельник» (1977);
- «Старший слідчий М. Парасунько» (1977);
- «Поет Давид Ґурамішвілі» (1982, дерево);

Пам'ятники
- Пам'ятник Григорію Сковороді  в Чорнухах (1972, мідь кована, граніт);
- Пам'ятник Мате Залці смт Біликах Полтавської області (1979, оргскло);
- Пам'ятник Герою Радянського Союзу Іванові Білоуську в селі Абазівці Полтавської області (1979, оргскло);
- Пам'ятники радянським воїнам, що загинули в роки німецько-радянської війни у селі Божковому Полтавської області (1982, 1983, бетон);
- Пам'ятник Олександрові Пушкіну в Полтаві (1987).

Графіка
- «Учень профтехучилища» (1955, олівець);
- «Скульптор В. Шевченко» (1956);
- «Художник О. Попов» (1956);
- «Графік М. Капуста» (1957);
- «Дружина» (1959, олівець);
- «Осінь» (1965, пастель);
- «Весна у Лісових Полянах» (1973);
- «Пам'ятник Тарасу Шевченкові у Полтаві» (1973);
- «На Азові» (1974);
- «Теплий дощ» (1975);
- «Стара Полтава» (1975, туш, перо);
- «Над Дніпром» (1976);
- «Тиша» (1977, туш, перо);
- «Сосни в снігу» (1977);
- серія «В ім'я життя» (1976, туш, пензель, кольовові олівці).

Брав участь у республіканських, всесоюзних та зарубіжних мистецьких виставках з 1960 року, зокрема у Болгарії у 1976 році. Персональні виставки відбулися у Полтаві у 1979 і 1981 роках.
Крім вищевказаного, окремі роботи митця зберігаються у Полтавському краєзнавчому музеї, Національному історико-культурному заповіднику «Поле Полтавської битви».